# Schubreptielen
Schubreptielen (Squamata) vormen een orde van de klasse reptielen (Reptilia). Deze orde omvat de slangen (Serpentes), hagedissen (Lacertilia) en wormhagedissen (Amphisbaenia). Soms worden hagedissen en slangen aangeduid met respectievelijk Sauria en Ophidia, maar deze namen worden beschouwd als verouderd.
Krokodillen en alligators zijn geen hagedissen en vallen dus niet onder de schubreptielen. Zij zijn, als leden van de Archosauria, nauwer verwant aan de vogels. Ook brughagedissen behoren niet tot de schubreptielen, deze 'hagedissen' behoren tot een oudere afsplitsing van de reptielen.
Hagedissen en slangen komen over de hele wereld voor met uitzondering van de poolstreken. De verschillende soorten zijn in de heetste woestijnen en zelfs op open zee te vinden. Veel op het land levende soorten zijn in te delen als klimmende en gravende soorten. Wormhagedissen bijvoorbeeld zijn gravende soorten en leven diep ondergronds in zelfgegraven holen. Veel soorten zijn blind en de aangepaste anatomie van deze dieren zorgt voor veel problemen bij hun indeling.

## Ontwikkeling
De Squamata verscheen in het Vroeg-Jura, circa 200 miljoen jaar geleden. Skinkachtigen (170 miljoen jaar geleden) en gekko-achtigen (110 miljoen jaar geleden) waren de eerste moderne groepen die zich ontwikkelden. In de loop van het Krijt kwamen de slangen (112 miljoen jaar geleden), varaanachtigen (80 miljoen jaar geleden) en uiteindelijk de leguaanachtigen (66 miljoen jaar geleden) tot ontwikkeling. Deze drie groepen worden samen wel aangeduid als de Toxicofera of "gifdragers". Uit moleculaire analyse blijkt dat gif zich één keer heeft ontwikkeld binnen de Squamata. De gemeenschappelijke voorouder leefde ongeveer 170 miljoen jaar geleden, waarna de Toxicofera zich splitste in diverse groepen. Een deel hiervan verloor het gif echter in de loop der tijd, met name als gevolg van het voedingspatroon.

## Uiterlijke kenmerken
Het verschil tussen de schubreptielen en de 'andere' reptielen zit hem voornamelijk in de bouw van de schedel. Verder hebben de andere reptielenordes (schildpadden, krokodil-achtigen, brughagedissen) geheel eigen aanpassingen, terwijl hagedissen en slangen zich in een andere richting gespecialiseerd hebben.
Schubreptielen hebben altijd een met schubben bedekte huid. Het verschil tussen de hagedissen en de slangen zit hem in de buikschubben. Hagedissen hebben meerdere rijen buikschubben terwijl slangen slechts een enkele rij sterk verbrede schubben aan de onderzijde dragen. Veel soorten hagedissen hebben poten maar alle slangen en een aanzienlijk deel van alle schubreptielen heeft de pootjes verloren.